# 巴蒂穆拉国际机场
巴蒂穆拉机场（印尼语：Bandar Pattimura）是印度尼西亚马鲁古省首府安汶的机场，坐落于安汶岛西部安汶湾口北岸的拉哈（Laha），距离安汶市区20千米。机场设施完善，有条长达2,500米沥青铺装的跑道，齐备移民、检疫、清关、货运、餐饮、公共通讯和邮政等设施。机场在马鲁古群岛中部，覆盖区域广，战略地位重要。2017年2月，巴蒂穆拉国际机场的报告表示该机场是印尼财政亏损的六个机场之一。
机场以1817年因抗击荷兰殖民者而被绞死的印度尼西亞民族英雄巴蒂穆拉为名。

## 历史
巴蒂穆拉国际机场的前身为1939年由荷兰人建成的拉哈飞行场（Laha Airfield）。1942年2月初，机场在安汶战役中被日军攻陷，后被用作日本同太平洋盟军作战的基地机场。
印度尼西亚共和国独立后，巴蒂穆拉机场被用作空军基地。1962年8月1日，在保留机场的印尼空军基地的同时，政府为发展民航运输，成立了负责民航维护和机场运行的工作单位。1975年，根据国防部和武装部队指挥官的联合法令，印尼交通部和财政部长指定巴蒂穆拉机场为民用机场，自此机场由印尼交通部完全控制。
1979年，巴蒂穆拉机场被指定为 II 级机场，1985年改为 I 级机场。随后，1988年9月，巴蒂穆拉机场的管理权由原先于1962年设立的工作单位改归交通部下属的马鲁古地区办事处。1995年10月11日，机场的管理权又转交给第一机场经营公司（PT Angkasa Pura I），机场由印尼的国有公司管理，用作印尼中东部的枢纽机场。

## 设施和服务
机场距离安汶城区20公里，機場設有一个移民办事处、一个检疫处、一个税务辦公室、一个货運站、几家小餐馆、付费电话亭和一个邮局。
机场提供有可覆盖全机场的免费Wi-Fi。巴蒂穆拉机场的行李搬运服务为每件5,000印尼盾。
航站楼外的Damri候车处有多台ATM可使用。在安汶机场有ATM的银行包括：萬自立銀行、印尼国家银行、印尼人民银行、马鲁古银行和印尼中亚银行。
巴蒂穆拉机场有两幢航站楼，国际航站楼面积1,200 m2（C、D登机口），年旅客吞吐能力70,000人次；国内航站楼面积7,393 m2（A、B登机口），年旅客吞吐能力406,000人次。印尼政府将在2018年投资450亿印尼盾以进一步完善机场设施，有可能会建设新的航站楼。
目前尚无定期往返安汶的国际航班，所以国际航站楼被用作服务大型飞机运营的国内航班。国际航站楼拥有两座登机廊桥，因此更容易登离飞机，特别是在雨中。
货运楼面积1,192 m2，停车场面积达8,574 m2。有多块停车场分布在机场中，可容纳超过1000辆车停放。

## 机场税
在印尼出發的航班中，除了几家小型航空公司，大部分的机场税包含在机票价格中。当办理完值机手续并取得登机證后，如果所搭乘的航班属那些小型航空公司，则需要在到達登機閘口前至柜台缴纳机场税。从巴蒂穆拉机场出发的机场税大约是每人30,000印尼盾。

## 地面交通
从巴蒂穆拉国际机场到安汶市中心的交通工具有出租车、Angkot巴士、DAMRI公共汽车和Ojek摩的等，最快捷的交通方式是搭乘Ojek摩的，公交车从上午7点运营到下午7点。搭乘各种交通工具到市区的价格均在10,000印尼盾以上。

## 航空公司和目的地
| 航空公司                                      | 目的地                                                                  |
| --------------------------------------------- | ----------------------------------------------------------------------- |
| 航星航空                                      | 班达群岛、楠勒阿、楠罗莱                                                |
| 巴泽航空                                      | 雅加达-哈林·珀达纳库苏马、雅加达-苏加诺·哈达、望加锡、泗水              |
| 蒂莫尼姆航空                                  | 翁雷利、蒂阿科                                                          |
| 加鲁达印尼航空                                | 雅加达-苏加诺·哈达、望加锡                                              |
| 加鲁达印尼航空 由探索航空和探索噴射機航空运营 | 凯马纳、图阿尔/朗古尔、马诺夸里、纳比雷、萨温拉基、索龙、特尔纳特、泗水 |
| 狮子航空                                      | 雅加达-苏加诺·哈达、望加锡                                              |
| 楠航空                                        | 万鸦老、索龙                                                            |
| 三佛齐航空                                    | 特尔纳特                                                                |
| 苏西航空                                      | 班达群岛、楠勒阿                                                        |
| 特里嘎纳航空                                  | 多波、图阿尔/朗格、萨温拉基、楠罗莱、蒂阿科                             |
| 风翼航空                                      | 多波、图阿尔/朗古尔、法克法克、马诺夸里、纳比雷、凯马纳、索龙、萨温拉基 |
| 快速航空                                      | 萨温拉基                                                                |

## 国际航线
以前偶而有一些从安汶飞往澳大利亚达尔文机场的国际航班，主要是因為達爾文舉行各類划船比賽。自1998年起，該航線便不再復辦。近期有关于恢复安汶对外国际航班的谈话，但是没有具体说明。

## 事故
- 1992年7月24日，曼达拉欣丰虎航660号航班在降落巴蒂穆拉机场时坠毁，机上70名空乘人员全部遇难。
- 1997年6月7日，一架鸽记航空（英语：Merpati Nusantara Airlines）的航班進場时与一棵树发生碰撞，幸仍安全着陆[12]。
- 2007年1月2日，狮子航空JT 797号航班著地後，在跑道盡頭前4米才完全煞停，飞机和乘客均无受伤，但跑道灯损毁。事故发生在早上8:14，当时正下着大雨[13]。

## 资料来源
1. ↑  . 印尼第一机场经营公司网站. 印尼第一机场经营公司. （原始内容存档于2021-01-17）.
2. 1 2  . 印尼公共工程部网站. 印尼公共工程部. （原始内容存档于2019-09-07）.
3. 1 2  . 谷歌地图服务. 谷歌公司. （原始内容存档于2021-11-11）.
4. ↑  . tempo.co. tempo. 2017年2月25日. （原始内容存档于2017年5月17日）.
5. 1 2 3  . skyscrapercity. firzafp. 2012年5月25日. （原始内容存档于2018年4月21日）.
6. 1 2  . negerilaha. 2008年3月31日. （原始内容存档于2017年5月17日）.
7. ↑  . rimanews. 2016年7月1日  [2017年4月17日]. （原始内容存档于2017年4月17日）.
8. ↑  . 印尼第一机场经营公司. 印尼第一机场经营公司. （原始内容存档于2010-10-07）.
9. ↑  . 巴蒂穆拉机场网站. 巴蒂穆拉机场.[永久]
10. ↑  . kompas. 2017年3月29日  [2017年4月17日]. （原始内容存档于2018年9月12日）.
11. ↑  . malukuprov.go.id. 2012年6月8日. （原始内容存档于2012年10月23日）.
12. ↑  . 航空安全网. 1997年6月7日  [2017年4月16日]. （原始内容存档于2011年12月25日）.
13. ↑  . ANTARA. 2007年1月2日.